# Драгутин Шаховић
Драгутин Шаховић (Краљево, 8. август 1940 — Београд, 12. новембар 2005) био је српски шаховски велемајстор.

## Биографија
Драгутин Шаховић је завршио Вишу педагошку школу у Нишу, где је радио као професор. Био је члан шаховских клубова НШК-а, “Црвене звезде” и “Гоше”, такође и тренер и члан ШК “Партизан”. Радио је и као спортски новинар: сарадник Темпа, РТС-а (анализе и коментари шаховских партија), Политике, НИН-а и Дуге. Своје песме и приче објављивао је у „Књижевним новинама” и „Књижевној речи”.

## Каријера шахисте
Драгутин Шаховић је био победник 9. Међународног отвореног мајсторског турнира у Билу 1976. године са 224 учесника, који се играо паралелно са међузонским на истом месту. Шаховић је поделио прво место на престижном Лон Пајн Опен-у у Калифорнији 1977. године.
Освојио је скоро 100 такмичења током своје шаховске каријере. Освојио је и Цирих (1981), и многе друге отворене турнире у Италији, Француској и Шпанији, као и турнире затвореног типа у Сомбору (1978) , Дубни (1979) и Врњачкој Бањи (1984).
Шаховић је био велики борац, веома инвентиван и оригиналан играч. Заједно са још неким југословенским играчима, под вођством Александра Матановића, лансирали су универзалне ЕКО кодове за шаховска отварања, једну од најодрживијих промена парадигми у шаху.
Шаховић је 1976. постао међународни шаховски мајстор а 1978. велемајстор.